# Krater Vista Alegre
Vista Alegre – krater uderzeniowy położony w gminie Coronel Vivida w stanie Parana, w Brazylii. Krater ma średnicę 9,5 km, powstał w skałach bazaltowych formacji Serra Geral; jest odsłonięty na powierzchni.
Krater był badany pod kątem zmian namagnesowania skał wskutek impaktu. Energia wyzwolona przy uderzeniu była 300 tysięcy razy większa niż przy wybuchu bomby atomowej zrzuconej na Hiroszimę, a jej skutki (zmiany środowiskowe) były odczuwalne na dużym obszarze dzisiejszej Brazylii i w południowej części Ameryki Południowej. Wiek krateru nie jest dobrze określony, przypuszcza się, że powstał w wyniku uderzenia meteorytu nie dawniej niż 65 milionów lat temu, zapewne już w paleogenie, ale być może jeszcze na przełomie mezozoiku i kenozoiku. Może być pozostałością uderzenia w Ziemię jednego z mniejszych fragmentów planetoidy, która utworzyła krater Chicxulub i była jedną z głównych przyczyn wymierania kredowego.